# La Ferrière, Vendée
La Ferrière är en kommun i departementet Vendée i regionen Pays de la Loire i västra Frankrike. Kommunen ligger i kantonen Les Essarts som tillhör arrondissementet La Roche-sur-Yon. År 2022 hade La Ferrière 5 411 invånare.

## Befolkningsutveckling
Antalet invånare i kommunen La Ferrière
| Referens: INSEE |